# Il segreto di Susanna

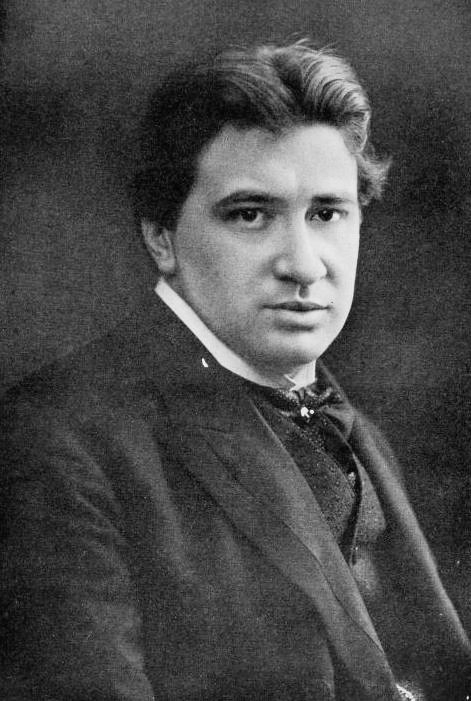
Ermanno Wolf-Ferrari 1906

Il segreto di Susanna (Tyska: Susannens Geheimnis; svenska: Susannas hemlighet) är en opera (intermezzo) i en akt med musik av Ermanno Wolf-Ferrari och libretto av Enrico Golisciani.

## Historia
Efter att ha skrivit två operor byggda på pjäser av Goldoni valde Wolf-Ferrari ett samtida ämne. Musikens allusioner spänner från pastischer av opera buffa i ouvertyren till visserligen oberoende men ändå omisskänneliga referenser till Claude Debussys Prélude à l'après-midi d'un faune i träblåsets fraser symboliserande cigarettrök. Operan hade premiär i en tysk version den 4 december 1909 på Bayerische Staatsoper i München med Felix Mottl som dirigent.
Svensk premiär den 11 januari 1911 på Kungliga Operan i Stockholm där den spelades tre föreställningar.

## Personer
- Grevinnan Susanna (sopran)
- Greve Gil (baryton)
- Sante, en stum tjänare

## Handling
Den unge greve Gil tror att han har anledning att vara svartsjuk då han kommer hem oväntat och finner sin hustru Susanna en smula besvärad. Han känner också lukten av cigarettrök. En rad scener följer då greven bönfaller och hotar för att locka hemligheten ur Susanna. Till sist går han ut. Då han kommer tillbaka i hopp om att ertappa henne på bar gärning med en älskare visar det sig att Susannas hemliga last är cigarettrökning, och han blir så lycklig över att det inte var något annat att han själv börjar röka. Hela bostaden blir till sist inhöljt i rök.